# Kirkby Stephen
Kirkby Stephen är en stad (Market town) och en civil parish i Cumbria i nordvästra England.  Orten har 1 832 invånare (2001).